# Beatriz Pimentel
Beatriz Pimentel y Enríquez (Benavente, 1416-1490), fue una aristócrata castellana, hija de los condes de Benavente.
Nacida en Benavente en 1416, era hija de Rodrigo Alonso Pimentel, II conde de Benavente, y de su esposa, Leonor Enríquez de Mendoza.
Se casó con el infante Enrique de Aragón en 1442, hijo de Fernando de Antequera, duque de Villena, conde de Ampurias y maestro de la Orden de Santiago. Beatriz acontecía su segunda esposa. Enrique murió poco después de casarse, en 1445 y la dejó viuda y embarazada. Dio a luz a un niño, Enrique de Aragón y Pimentel, que recibió el nombre de su padre en su recuerdo, el heredero de los títulos y estados familiares. Durante la minoría de edad de su hijo, Beatriz se encargó del gobierno del condado de Ampurias durante varios años. También actuó en la política catalana del momento, durante la guerra civil catalana, se mantuvo en la corte de la reina Juana Enríquez, esposa de Juan II de Aragón, e hizo buenas gestiones a favor de la liberación del príncipe Carlos de Viana, pero, a pesar de todo, los dirigentes catalanes hicieron caso omiso. Hacia 1475, acompañó a su hijo hasta territorio castellano, cuando él pretendía casarse con la princesa Juana la Beltraneja; ambos fueron recibidos en Requena, pero, finalmente, el matrimonio no se llegó a realizar.
Murió en 1490, a los 74 años. Por orden de su hijo, su cuerpo, junto con el de Enrique, fueron trasladados al monasterio de Poblet.